# ينس تسيمرمان
ينس تسيمرمان هو سياسي ألماني، ولد في 9 سبتمبر 1981 في غروس-أومشتات في ألمانيا. نشط حزبياً في الحزب الديمقراطي الاجتماعي الألماني. في الانتخابات الفيدرالية الألمانية 2017، انتخب عضو في البوندستاغ الألماني عن دائرة Odenwald (electoral district) ‏ وقد انضم خلال البوندستاغ الألماني التاسع عشر (24 أكتوبر 2017 – ) للكتلة البرلمانية المجموعة البرلمانية للحزب الديمقراطي الاجتماعي ‏ وانتخب عضو في البوندستاغ الألماني خلال فترته النيابية ‏ (22 أكتوبر 2013 – 24 أكتوبر 2017).

## وصلات خارجية
- الموقع الرسمي